# Чокин, Риза Чокинович
Риза Чокинович Чокин (каз. Риза Шоқыұлы Шокин; 20 мая 1900 — 8 апреля 1981) — советский партийный и общественный деятель. Старший брат академика Ш. Ч. Чокина.

## Биография

### Частная жизнь. Биография
Происходит из подрода Айдабол рода Суйиндык племени Аргын Среднего жуза.
Риза Чокин родился 20 мая 1900 года в ауле № 2 Чидертинской волости Павлодарского уезда Семипалатинской губернии (ныне Баянаульский район Павлодарской области Республики Казахстан). В 1918 году, после смерти отца Шокы, остался во главе большой семьи. В 1919 году, в возрасте 19 лет, Риза Чокин был вынужден устроиться на работу лесничим.
Младший брат Ризы Шафик, который впоследствии стал крупным учёным, одним из авторитетнейших энергетиков СССР, по праву считал себя во многом обязанным Ризе и посвятил ему большую главу в своей книге «Четыре времени жизни», изданной большим тиражом в 1992 году, и повторно в 1998 г.

### Партийная биография
С 1927 года член КПСС. В 1931 году окончил курсы по подготовке директоров совхозов при Капламбекском зооветтехникуме Южно-Казахстанской области. С 1931 по 1933 работает на должности заместителя директора Чулаксандыкского овцесовхоза Акмолинской области. С 1933 по 1935 — заместитель директора Северо-Казахстанского овцеводческого треста. В 1935 году поступил и в 1938 окончил Академию Социалистического земледелия.
С 1938 по 1939 начальник овцеводческого управления Наркомата Совхозов КазССР. Директор Южно-Казахстанского межобластного треста совхозов с 1939 по 1943 гг. Директор Южно-Казахстанского треста совхозов с 1943 по 1946 гг. Начальник управления кадров и учебных заведений Министерства животноводства КазССР с 1946 по 1947 гг. Начальник управления совхозов Юга Министерства совхозов КазССР с 1947 по 1948 гг.
В 1953—1954 годах — начальник управления кадров Министерства совхозов КазССР. С 1954 по 1955 годы — заместитель министра совхозов КазССР. Позже работал на различных руководящих должностях в системе Министерств сельского хозяйства и совхозов, Совета Министров КазССР.
С 1968 года находился на пенсии.
Награждён орденами Трудового Красного Знамени, «Знак Почета», рядом медалей и грамот Верховного Совета КазССР.

## Награды
- Трудового Красного Знамени
- Орден «Знак Почёта»